# Willem van der Hucht
Guillaume Louis Jacques (Willem) van der Hucht (Bergen op Zoom, 20 december 1812 - Santpoort (Huize Duin en Berg) 5 maart 1874) was theeplanter en van 1866-1871 lid van de Tweede Kamer.
Willem is zoon van Albert van der Hucht en Carolina Frederica van Wijnbergen. Willem is hun jongste kind en heeft drie broers en vier zussen. Willems vader Albert was luitenant-kolonel van de infanterie in Franse dienst en commandant van Bergen op Zoom, van 1808 tot 1812. Hij stierf in 1812 het leger van Napoleon bij de Berezina. Willem is dan nog niet geboren. Ook de twee oudste jongens uit het gezin komen om in het leger van Napoleon.
Als militair was Willem jager tijdens de Tiendaagse Veldtocht in 1831; op 12 oktober van dat jaar kreeg hij de Militaire Willemsorde (ridder vierde klasse). Hij werd later commandeur in de Orde van de Eikenkroon.
Willem van der Hucht trouwde in Loenen aan de Vecht op 30 oktober 1839 met Sara Johanna Pen. Tegelijkertijd trouwde zijn oudere zus Jeanette met huisarts Cornelis Pen, de broer van Sara.
Willem en Sara Pen kregen drie dochters.
Nadat Sara was overleden trouwde Willem op 17 augustus 1848 met Mary Pryce.

## Naar Indië
Rond 1843 besloten vier van de overgebleven zes Van der Huchtkinderen (Willem van der Hucht, Jan Pieter van der Hucht, de met Pieter Holle getrouwde Alexandrine Albertina van der Hucht en de met dr. Cornelis Pen getrouwde Johanna van der Hucht) naar Nederlands-Indië te gaan. De twee zussen Anna Jacoba (gehuwd met Johannes Kerkhoven) en Clara Henriëtte (gehuwd met Theodorus Kerkhoven, ouders van Caroline Kerkhoven) gaan niet mee en blijven met hun moeder in Nederland.
De landverhuizing vond plaats in twee etappes. In oktober 1843 vertrokken Willem van der Hucht en zijn vrouw Jannetje Pen met hun drie dochters. Ze werden vergezeld door de zwangere Albertine van der Hucht en haar man Pieter Holle met zeven kinderen. Ze voeren op de driemaster “Sara Johanna” met Willem van der Hucht als kapitein. In april 1844 kwamen ze op Java aan.
In maart 1845 vertrokken Dr. Cornelis Pen en Johanna van der Hucht met hun twee kinderen op de “Jacob Roggeveen”. Tegelijkertijd vertrok Jan Pieter van der Hucht met zijn vrouw en acht kinderen op de “Anna Paulowna”. Deze groep kwam in augustus 1845 op Java aan.
Binnen een jaar na aankomst in Indië verloor Willem zijn vrouw en twee van zijn kinderen. Ook verloor hij daar binnen een jaar zijn oudste broer Jan Pieter van der Hucht en een jaar later ook nog zijn zwager Pieter Holle (de vader van Karel Holle).

## Theeplantages
Van der Hucht was als kapitein ter koopvaardij van 1836-1844 lid van de redersfirma Van der Hucht & Van Geuns te Amsterdam.
In Indië was hij op West-Java van 1844-1857 mede-eigenaar en administrateur van theeplantages Tjikopo te Tjiawi en Parakan Salak te Tjitjoeroeg (West-Java), van 1844 tot 1846 en mede-eigenaar van theeonderneming Parakan Salak te Tjitjoeroeg op West-Java (1844 tot 1874). Tot zijn eigendom behoorde ook theeplantage Sinagar-Tjirohani te Tjibadak (van 1863 tot 1871). In 1861 werd Van der Hucht directeur van N.V. Billiton Maatschappij in Nederlands-Indië. In deze NV was hij als mede-oprichter lid van de Raad van Commissarissen. In Batavia was Van der Hucht mede-oprichter van John Pryce & Co.

## Tweede Kamer
Na terugkeer in Nederland werd hij op 19 november 1866 conservatief Tweede Kamerlid voor het district Haarlem. Hij was er pleitbezorger voor de Indische handelsbelangen. Als voorstander van het cultuurstelsel hield hij zich behalve met koloniale zaken nauwelijks met andere onderwerpen bezig. Op 18 september 1871 nam hij afscheid van de Tweede Kamer der Staten-Generaal.
Van 1860 tot 1874 was hij majoor-commandant schutterij te Haarlem.

## Publicaties
- Mededeelingen over mijne verrigtingen in Indië, als vertegenwoordiger van de Billiton-Maatschappij